# 陳嘉熙
陳嘉熙（英語：Alfred Chan Ka Hei；1994年6月5日—），前香港賽馬會所屬自由身騎師，曾先後跟隨練馬師羅富全和方嘉柏學藝。

## 經歷
在成為見習騎師之前，陳嘉熙熱愛帆船運動，是香港帆船隊的成員之一。他起初是奧運帆船級別的學員，然後是雷射型帆船級別的學員。他於十八歲才加入馬會見習騎師學校，初次接觸馬匹。

### 2018/2019年度馬季
2019年1月，自由身騎師黎海榮、吳嘉晉及蘇狄雄都因傷缺陣，剩餘只有22位騎師，人手不算太充裕，當中亦僅包括兩名見習騎師，計為巫顯東及黃俊。馬會管理層預料見習騎師巫顯東將會在當前馬季勝出其第70場頭馬畢業及見習騎師黃俊將會勝出其第45場頭馬由受讓7磅減至5磅，於是決定讓陳嘉熙準備回流香港成爲見習騎師，並邀請各練馬師就收納陳嘉熙為其馬房見習騎師一事而提交意向書，進行有關甄選程序。
2019年2月20日，香港賽馬會牌照委員會同意向陳嘉熙發給見習騎師牌照，有效期由2019年3月31日至2018/2019年度馬季結束為止，以便在港策騎出賽，惟他必須通過健康檢查方可，而且在獲得管理層批准之前，他暫不可在跑馬地馬場的任何賽事中策騎出賽。
2019年3月31日，陳嘉熙首次以見習騎師身份在沙田馬場上陣，正式展開在香港的策騎事業。陳嘉熙於當日獲安排了策騎「有衝勁」、「大四喜」、「精彩飛動」、「安定繁盛」、「勁無比」及「勤德兼備」六匹坐騎。雖然陳嘉熙首日上陣未能贏得頭馬，但仍交出不俗的成績，分別憑策騎「有衝勁」及「大四喜」取得一席第二名的成績。
2019年4月7日，陳嘉熙於第五場賽事憑策騎文家良馬房的「瀟灑王子」，贏得在港首場頭馬。於同日的第八場第二班賽事，陳嘉熙憑策騎告東尼馬房的「加州福星」，成功擊敗該季五戰全勝的「美麗滿載」，首度在港起孖。
2019年6月2日，陳嘉熙獲香港賽馬會管理層接納其師傅羅富全的請求，准許他由7月3日起在跑馬地馬場策騎出賽。2019年7月3日，陳嘉熙首度在跑馬地馬場上陣，他在第六場賽事憑策騎鄭俊偉馬房的「劍追風」，以短馬頭位之差擊敗「路路通」，贏得在跑馬地馬場上陣的首場頭馬。

### 2019/2020年度馬季
2019年11月9日，陳嘉熙憑策騎約翰摩亞馬房的「安騏」勝出第一班盃賽樂聲盃，並以1分19秒92的成績刷新沙田草地1400米的紀錄時間。
2020年2月26日，陳嘉熙於跑馬地馬場第四場賽事憑策騎徐雨石馬房的「好甜橙」勝出其在港第20場頭馬，使他日後在一般讓磅賽事獲減至讓7磅優惠。
2020年6月7日，陳嘉熙於沙田馬場先後憑策騎「駿皇星」、「瀟灑王子」及「大武士」勝出，在港首度單日三捷。

### 2020/2021年度馬季
2021年1月11日，香港賽馬會發出一則公告指出馬會的賽馬培訓發展委員會及見習騎師陳嘉熙所跟隨的練馬師羅富全經商議後均同意，讓陳嘉熙定期為不同馬房策騎出賽將有助他的事業發展。羅富全表示，陳嘉熙今季以來雖然面對不少挑戰，但他滿意陳嘉熙的工作操守與態度，並會在情況容許下繼續支持陳嘉熙，為他提供坐騎。馬會故決定分配見習騎師陳嘉熙至方嘉柏馬房，即日起生效。陳嘉熙感謝羅富全在他策騎事業上一直給予寶貴的幫助和支持。
2021年3月17日，陳嘉熙於跑馬地馬場第三場賽事憑策騎「鋒芒快露」為練馬師方嘉柏取得頭馬，而這場賽事見證他們師徒首度攜手建功。
2021年3月31日，陳嘉熙於跑馬地馬場第一場賽事策騎「常山耆寶」取得第四名。在賽事中，陳嘉熙（「常山耆寶」）的馬鞭被楊明綸（「趣怡」）的馬鞭擊中脫手。當他在嘗試重拾馬鞭時，意外捉住楊明綸馬鞭的末端。陳嘉熙賽後表示：「當他注意到手中馬鞭不屬於自己時，便立即放開楊明綸的馬鞭。」最終，馬會判定今次事件是意外，沒有對擊脫陳嘉熙馬鞭的楊明綸進行告誡。
2021年6月7日，因陳嘉熙已年滿27歲但仍未畢業，牌照委員會同意向陳嘉熙發給2021/2022年度馬季的自由身騎師牌照。陳嘉熙於2021/2022年度馬季可繼續獲減七磅，直至他在香港勝出第四十五場頭馬為止，屆時他所獲減磅將調低至五磅。

### 2021/2022年度馬季
2021年12月27日，陳嘉熙於沙田馬場第六場賽事憑策騎葉楚航馬房的「一舖縱橫」勝出其在港第45場頭馬，使他日後在一般讓磅賽事獲減至讓5磅優惠。

### 2024/2025年度馬季
陳嘉熙在2023/2024年度馬季由於出場次數和表現受關注，指如果此季出場次數和表仍無顯著改善，下季有機會不獲發騎師牌照。
2025年3月，陳嘉熙宣佈退役，於當季正式結束騎師生涯，最後一匹座騎是7月16日跑馬地馬場煞科夜「鈁糖武士」，他曾與「鈁糖武士」合作過取下四勝。
陳嘉熙在港策騎合共勝出66場頭馬，其策騎生涯最後一場頭馬於2024年9月28日憑策騎沈集成馬房的「非凡達」取得。

## 個人生活
陳嘉熙自搬離香港賽馬會沙田馬身宿舍後，於大埔區白石角嘉熙一處私人單位居住。選擇該處地區原因是與其同名。
2022年3月12日，陳嘉熙因私人理由而未能於沙田賽事策騎出賽，他其後向傳媒表示因為其外籍女友Zenna臨盆在即，故此需要在醫院陪伴她。最終Zenna順利為他誕下男嬰，並替男嬰改名為Theo。

## 主要勝出賽事
香港
- 樂聲盃 - (1) - 安騏 (2019)

- 半島金禧挑戰盃 - (1) - 	合衷共濟 (2022)

- 李福深盃 - (1) - 戰鬥英雄 (2023)

## 在港策騎成績
| 年度        | 冠 | 亞 | 季 | 殿 | 第五 | 出賽次數 | 所贏獎金（港元） | 備註     |
| ----------- | -- | -- | -- | -- | ---- | -------- | ---------------- | -------- |
| 2018 - 2019 | 9  | 12 | 10 | 9  | 9    | 113      | $ 10,910,800     | 策騎首季 |
| 2019 - 2020 | 22 | 20 | 28 | 25 | 18   | 312      | $ 28,282,137.50  | 第2季    |
| 2020 - 2021 | 7  | 15 | 8  | 12 | 14   | 199      | $ 10,743,250     | 第3季    |
| 2021 - 2022 | 15 | 11 | 14 | 18 | 20   | 242      | $ 17,249,850     | 第4季    |
| 2022 - 2023 | 6  | 7  | 10 | 9  | 13   | 150      | $ 9,125,825      | 第5季    |
| 2023 - 2024 | 6  | 6  | 5  | 10 | 6    | 92       | $ 8,716,250      | 第6季    |
| 2024 - 2025 | 1  | 3  | 0  | 0  | 1    | 18       | $ 1,532,700      | 第7季    |
| 總計        | 66 | 74 | 75 | 83 | 81   | 1,126    | $ 86,560,812.50  |          |

## 在港策騎資料
|                      | 日期          | 賽事            | 場地 | 馬場     | 馬名     | 練馬師 | 名次 | 獨贏賠率 |
| -------------------- | ------------- | --------------- | ---- | -------- | -------- | ------ | ---- | -------- |
| 初出賽               | 2019年3月31日 | 第五班 - 1600米 | 草地 | 沙田馬場 | 有衝勁   | 方嘉柏 | 2    | 6.4      |
| 首勝利               | 2019年4月7日  | 第四班 - 1400米 | 草地 | 沙田馬場 | 瀟灑王子 | 文家良 | 1    | 11       |
| 級際賽初出賽         | —             | —               | —    | —        | —        | —      | —    | —        |
| 級際賽首勝利         | —             | —               | —    | —        | —        | —      | —    | —        |
| 一級賽初出賽         | —             | —               | —    | —        | —        | —      | —    | —        |
| 一級賽首勝利         | —             | —               | —    | —        | —        | —      | —    | —        |
| 四歲系列經典賽初出賽 | —             | —               | —    | —        | —        | —      | —    | —        |
| 四歲系列經典賽首勝利 | —             | —               | —    | —        | —        | —      | —    | —        |

## 外部連結
- 陳嘉熙的X（前Twitter）